# Rey supremo de Irlanda
El rey supremo de Irlanda (en irlandés Ard Rí na hÉireann) hace referencia a los legendarios reyes de la Colina de Tara. También hace referencia a posteriores reyes que, dependiendo del periodo, fueron o bien los reyes más poderosos de sus días o en tiempos posteriores la mayor autoridad de las tierras de la isla de Irlanda.

## Significado de gran rey
La lista tradicional de los nombrados con el título de «rey supremo» se remonta a miles de años, hasta el segundo milenio antes de Cristo, y las primeras entradas son puramente míticas. No se tiene certeza en qué punto la lista comienza a referirse a individuos históricos y tampoco en qué punto se puede llamar a estos individuos gran rey en el posterior sentido de la palabra.
La mayoría de los eruditos creen que la idea de un «rey supremo» era una construcción pseudo-histórica del siglo VIII que situó a un rey de toda Irlanda en la cúspide de la fragmentada pirámide del reinado que existía en esos tiempos.
Esta noción de gran reino actuó como estímulo para una centralización mayor y fue convertida en realidad política a mitad del siglo IX. Hasta bastante reciente el desarrollo de un rey de Irlanda prenormando se ha expresado en términos simplistas con historiadores unionistas y nacionalistas que se alegran de retratar a la era prenormanda de la isla como a una jerarquía inmutable de reyes para sus propios propósitos.
En historiografía unionista el retrato dibujado ha sido el de una anarquía tribal, mientras que el de la historiografía nacionalista ha sido una armonía utópica. Historiadores modernos rechazan ambas representaciones como simplistas, presentando una historia del reino irlandés como más complejo y paralelo al desarrollo de un reino nacional en cualquier lugar de Europa.

## Grandes reyes sagrados
Los primeros grandes reyes irlandeses eran sagrados en carácter. En la literatura narrativa temprana un rey es un rey porque se casa con la diosa de la soberanía, está libre de defectos, cumple la prerrogativa y evita los tabúes simbólicos. En concordancia con los siglos VII y VIII la ley enmarca una jerarquía de reinado y relación de clientela en progreso desde el Rí (rey de un pequeño y único reino) a través del Ruiri (Un rí que era el rey de varios reinos pequeños) hasta un Rí ruirech (Un rí que era rey de una provincia). Cada rey gobernaba directamente solo los dominios de su propio y pequeño reino y era responsable de asegurar un buen gobierno ejercitando reglas de fe, convocando su propia asamblea popular, aumentando impuestos, trabajos públicos, relaciones externas, defensa, legislación de emergencia, cumplimiento de la ley y promulgar enjuiciamiento legal.

## Grandes reyes históricos
Durante varios siglos, el título de gran rey era meramente honorífico, sin ningún tipo de implicación legal entre el «rey supremo» y otros reyes provinciales, más que el reconocimiento de primero entre iguales.
Esta situación comenzó a cambiar durante el reinado de Brian Boru, rey de Munster y primer «rey supremo» de Irlanda que gobernó efectivamente sobre toda la isla. Es a partir de entonces cuando los reyes de las cinco provincias comenzaron a codiciar el título, no solo como mero título honorífico, sino como cargo que entrañaba una autoridad política real sobre Irlanda.
Desde entonces, y hasta el año 1172 en que se produjo la invasión normanda de Irlanda, varios reyes provinciales ostentaron, con mayor o menor fortuna, el título de «rey supremo». Entre ellos cabe destacar los nombres de Turlough O'Brien, Muirchertach O'Brien, Diarmait mac Maíl na mBó, Turlough O'Connor, Muirchertach mac Loughlin y Rory O'Connor, que se convirtió en el último «rey supremo» de Irlanda.